# Лиса гора (Житомирська область)
Лиса гора — ботанічний заказник місцевого значення. Об'єкт розташований на території Олевського району Житомирської області, ДП «Олевське ЛГ», Олевське лісництво, кв. 19, 24—26, 33—35.
Площа — 787 га, статус отриманий у 2001 році.